# Otologia
Otologia lub otiatria (gr. οὖς = ucho, słyszenie, ous, dop. ὠτός, otos) – dział otorynolaryngologii zajmujący się fizjologią, rozpoznawaniem, diagnozowaniem i leczeniem chorób uszu (zaś otochirurgia zajmuje się leczeniem operacyjnym uszu).

## Zabiegi otochirurgiczne wykonywane przez otolaryngologów
- antromastoidektomia
- myringotomia
- stapedotomia
- tympanoplastyka
- odbarczenie nerwu twarzowego w odcinku skroniowym
- operacja doszczętna ucha
- operacja zachowawcza ucha
- operacje guzów kąta mostowo-móżdżkowego